# Tadorna
Tadorna es un género de aves anseriformes de la familia de las anátidas que incluye siete especies, comúnmente conocidas como tarros. Es un género ampliamente propagado por el mundo.

## Especies
Se reconocen las siguientes especies:
- Tadorna tadorna  (Linnaeus, 1758) - tarro blanco
- Tadorna radjah  (Lesson, 1828) - tarro rajá
- Tadorna ferruginea  (Pallas, 1764) - tarro canelo
- Tadorna cana (Gmelin, 1789) - tarro sudafricano
- Tadorna tadornoides  (Jardine & Selby, 1828) - tarro australiano
- Tadorna variegata  (Gmelin, 1789) - tarro maorí
- Tadorna cristata  (Kuroda, 1917) - tarro crestado